# John Loyer
John Foster Loyer (nacido el 29 de diciembre de 1964 en Galion, Ohio) es un entrenador estadounidense que dirigió durante una temporada de forma interina a los Detroit Pistons de la NBA, y que ejerció como entrenador asistente durante 10 temporadas en diversos equipos de la liga profesional.

## Trayectoria deportiva

### Jugador
Jugó durante cuatro temporadas en los Zips de la Universidad de Akron, promediando en su último año en el equipo 4,1 puntos y 1,0 rebotes por partido.

### Entrenador
Nada más acabar su periplo universitario, se convirtió en entrenador asistente de Bob Huggins en los Zips, puesto en el que permaneció dos temporadas. Siguió a Huggins cuando fichó por la Universidad de Cincinnati, permaneciendo allí hasta 1999, cuando consiguió su primer puesto como entrenador principal, en el junior college de Wabash Valley, a los que dirigió una temporada.
En 2000 se convirtió en coordinador de vídeo de los Portland Trail Blazers, pasando al año siguiente a ser ojeador y en 2003 entrenador asistente de Maurice Cheeks. Siguió a Cheeks cuando este fichó por los Philadelphia 76ers. Cuando este fue despedido, durante la temporada 2008-09, Loyer continuó a las órdenes del que fue nombrado entrenador interino, Tony DiLeo.
En 2009 se unió al equipo de asistentes de Lawrence Frank en los New Jersey Nets, permaneciendo en el equipo dos temporadas, la última de ellas a las órdenes de Avery Johnson. Nuevamente coincidió con Frank en Detroit Pistons en 2011, y con Maurice Cheeks en 2013, al que sustituyó como entrenador interino cuando fue despedido en febrero de 2014. Disputó 32 partidos como entrenador principal, logrando únicamente 8 victorias. Al año siguiente fue reemplazado por Stan Van Gundy.

#### Estadísticas
| Equipo          | Temp.   | P  | V | D  | %V-D | Finalizó      | PP | VP | DP | %V-DP | Resultado   |
| --------------- | ------- | -- | - | -- | ---- | ------------- | -- | -- | -- | ----- | ----------- |
| Detroit Pistons | 2013-14 | 32 | 8 | 24 | .250 | 4º en Central | —  | —  | —  | —     | No Playoffs |
| Total           |         | 32 | 8 | 24 | .250 |               |    |    |    |       |             |